# 刈谷市立富士松北小学校
刈谷市立富士松北小学校（かりやしりつ ふじまつきたしょうがっこう）は、愛知県刈谷市東境町に位置する市立小学校。

## 地理
学区は刈谷市最北部の井ヶ谷町、東境町、西境町。1980年（昭和55年）には生徒数が1,463人を数えるマンモス校となったが、1981年（昭和56年）には富士松北小学校から刈谷市立富士松東小学校が分離独立した。その後は徐々に児童数が減少し、昭和から平成に年号が変わるころには富士松東小学校の児童数のほうが多くなっている。2006年度（平成18年度）の児童数は468名である。
運動場の中央にあるアベマキの木は児童に親しまれているが、この木のために運動場にサッカーコート1面を確保できない。学区内には国立大学の愛知教育大学や愛知教育大学附属高等学校があり、富士松北小学校と愛知教育大学の留学生との間で交流が行われている。また農業用ため池の多い土地であり、国指定天然記念物の「小堤西池のカキツバタ群落」や岩ヶ池がある。伊勢湾岸自動車道の刈谷パーキングエリア（刈谷ハイウェイオアシスゥ）がある。

## 歴史

### 年表
- 1873年（明治6年）9月4日 - 第六番小学境学校、第七番小学井ケ谷学校設立。その後、富士松第二尋常小学校、第三尋常小学校となった。
- 1907年（明治40年） - 小学校令改正。
- 1908年（明治41年） - 富士松第二尋常小学校、第三尋常小学校が統合。
- 1915年（大正4年） - 富士松第二尋常高等小学校と改称。
- 1941年（昭和16年） - 富士松北国民学校と改称。
- 1944年（昭和19年）8月 - 名古屋市立広見国民学校の児童が富士松南国民学校と富士松北国民学校に集団疎開[1]。井ヶ谷の遊心寺、井ヶ谷の見性寺、東境の永源寺、東境の来岸寺、東境の泉正寺が宿舎となった[1]。
- 1945年（昭和20年）4月27日 - 広見国民学校の児童が額田郡に再疎開[1]。
- 1947年（昭和22年） - 碧海郡富士松村立富士松北小学校と改称。
- 1955年（昭和30年） - 刈谷市立富士松北小学校と改称。
- 1981年（昭和56年） - 富士松北小学校から刈谷市立富士松東小学校が分離独立。

### 児童数の変遷
『愛知県小中学校誌』（2018年）によると、児童数の変遷は以下の通りである。
| 1947年（昭和22年） | 642人 |  |
| 1957年（昭和32年） | 717人 |  |
| 1967年（昭和42年） | 522人 |  |
| 1977年（昭和52年） | 916人 |  |
| 1987年（昭和62年） | 560人 |  |
| 1997年（平成9年）  | 479人 |  |
| 2007年（平成19年） | 439人 |  |
| 2017年（平成29年） | 395人 |  |

## 活動
- 1959年（昭和34年） - 器楽合奏で全国優秀校となった。
- 1988年（昭和63年） - 全国学校環境緑化コンクールで文部大臣賞を受賞。
- 1995年（平成7年） - 日本初等理科教育研究会全国大会会場となった。

## 出身者
- 安達俊也[3] - プロ野球選手。
- 酒井雄二[3] - 男性ヴォーカルグループゴスペラーズメンバー。
- 近藤晃央[3] - シンガーソングライター。